# Peder Persson Hammarskiöld
Peder Persson Hammarskiöld, född 4 september 1619, död 4 februari 1671, var en svensk militär och landshövding i Kalmar län från 1667 till sin död.
Hammarskiöld var student vid Uppsala universitet 1632, kornett vid adelsfanan 1641, ryttmästare vid Värmlands ryttare, generaladjutant vid kavalleriet i Tyskland 1647 och överste 1654.
Han blev landshövding över Landskrona län, Helsingborgs län samt en del av Malmöhus län 17 december 1661. Han utsågs till landshövding i Kalmar län 18 maj 1667.
Peder Hammarskiöld var gift med Elisabet von der Linde (1617-1652) och de hade tre barn och Peder Hammarskiöld hade dessutom en son utanför äktenskapet.